# Aradští mučedníci

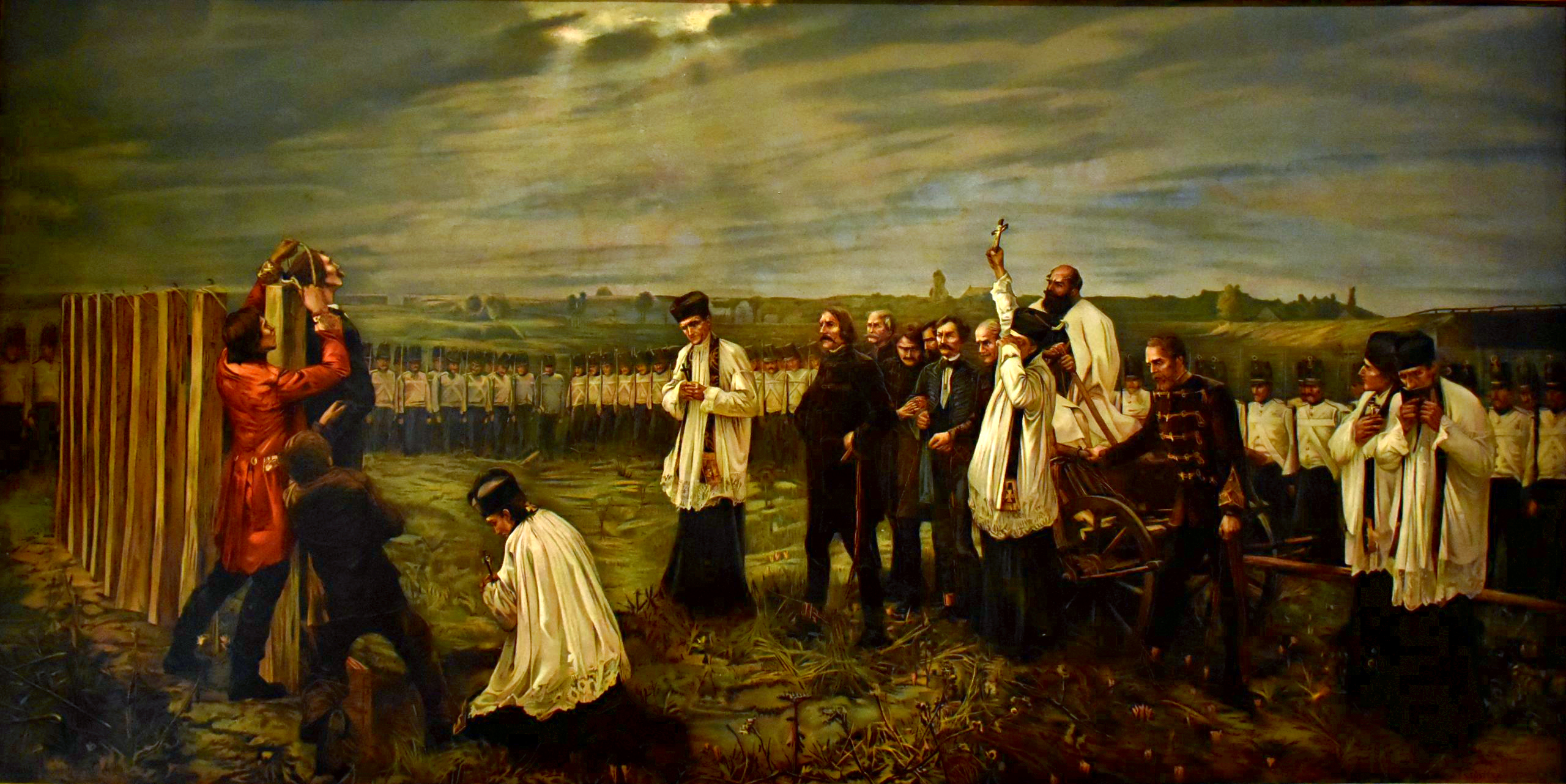
Aradští mučedníci, poprava, obraz od Jánose Thorma

Aradští mučedníci je označení pro skupinu třinácti vyšších důstojníků maďarské revoluční armády, kteří byli popraveni za vzpouru proti císaři v roce 1848 a 1849. Soud i popravy probíhaly na hradě ve městě Arad a popravy byly vykonány 6. října 1849. Všichni kdysi sloužili v císařské armádě a všichni až na jednoho byli generálové (ten poslední byl plukovník).
Většina byla oběšena a zbytek zastřelen.

## Seznam
Důstojníci popravení v Aradu 6. října 1849:

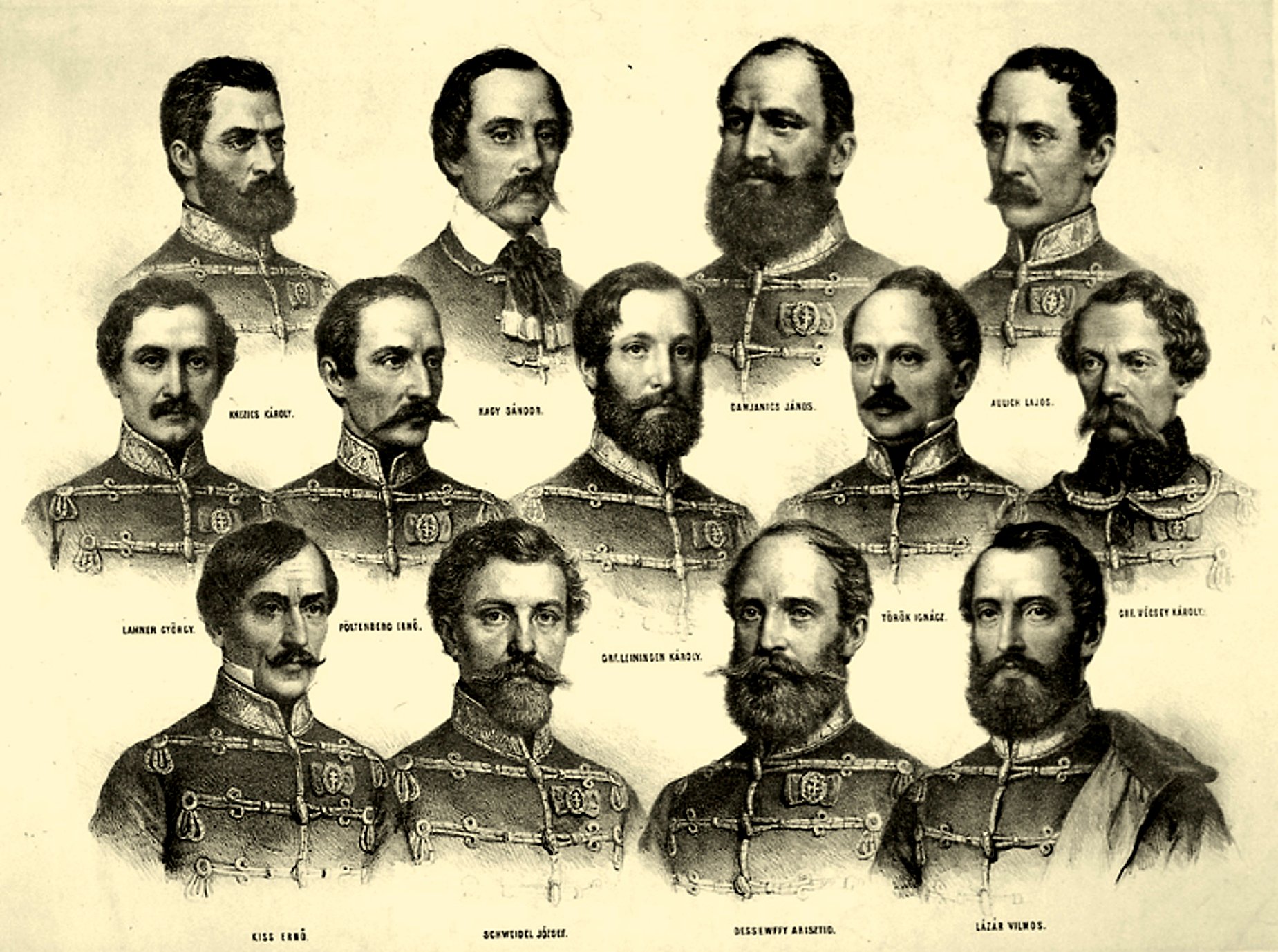
Portréty mučedníků

- Vilmós Lázár (plukovník, je řazen mezi generály, protože na konci války velel samostatné armádě)
- Károly Knezić
- József Nagysándor
- János Damjanich
- György Lahner
- Lajos Aulich
- Ernő Poeltenberg
- Károly Leiningen-Westerburg
- József Schweidel
- Aristid Dessewffy
- Ernő Kiss
- Ignác Török
- Károly Vécsey

Již dříve, 22. srpna 1849, byl v Aradu popraven Norbert Ormai. Dne 6. října 1849 byl v Pešti popraven první maďarský premiér Lajos Batthyány. Dalším důstojníkem souzeným v Aradu byl János Lenkey (zbláznil se, a proto nemohl být popraven, zemřel v roce 1850).

## Zvyk
Legenda vypráví, že zatímco byli revoluční vůdci popravováni, rakouští vojáci popíjeli pivo a arogantně spolu cinkali svými půllitry na oslavu porážky Maďarska. Maďaři se proto zařekli, že po 150 let nebudou cinkat sklenicemi při pití piva. Ve skutečnosti však o této události neexistují vůbec žádné informace a historici se domnívají, že k ní nedošlo. Historik Róbert Hermann spekuloval, že tradici popularizovali producenti vína, kteří doufali, že zvýší své zisky. Zatímco slib Maďarů údajně vypršel 6. října 1999, v praxi se tato tradice sporadicky praktikuje dodnes.